# Oberster Gerichtshof Ruandas
Der Oberste Gerichtshof Ruandas ist das höchste Gericht der Republik Ruanda.

## Richter
Der Oberste Gerichtshof umfasst sieben Richter. Ihre Ernennung erfolgt gemäß Artikel 154 der Verfassung der Republik Ruanda von 2003. Dieser sieht vor, dass das Staatsoberhaupt die Richter nach Konsultationen mit dem Kabinett und dem High Council of the Judiciary („Hoher Justizrat“) ernennt. Anschließend legt der Präsident dem Senat, dem Oberhaus im parlamentarischen Zweikammersystem Ruandas, eine Kandidatenliste zur Genehmigung vor.
Gerichtspräsidenten:
- Juli 1999 – Dez. 2003: Siméon Rwagasore[4][5]
- Dez. 2003 – Dez. 2011: Aloysie Cyanzayire[6][7][5]
- Dez. 2011 – Dez. 2019: Sam Rugege[8][9]
- Dez. 2019 – Dez. 2024: Faustin Ntezilyayo[3]
- ab Dez. 2024: Domitilla Mukantaganzwa[6]